# Alsodes hugoi
Az Alsodes hugoi a kétéltűek (Amphibia) osztályának békák (Anura) rendjébe és az Alsodidae családba tartozó faj.

## Előfordulása
Az Alsodes barrioi Chile endemikus faja. Talca tartományban az Andok nyugati lejtőin honos 900–1200 méteres tengerszint feletti magasságban. Természetes élőhelye a mérsékelt égövi erdők és folyók. Elterjedési területe a jelenleg ismertnél valószínűleg nagyobb.

## Megjelenése
Teste és végtagjai robusztusak, fejének szélessége valamivel nagyobb, mint annak hossza. Orra mind felül- mind oldalnézetben enyhén legömbölyített. Háta és végtagjai világosbarnák aranyos árnyalattal. Hasa piszkosfehér.